# Ђорђе Булић
Ђорђе Булић (Београд, 27. јул 1883 — Београд, 1960) био је српски официр и пешадијски бригадни генерал Југословенске војске.

## Школовање
У нижу школу Војне академије ступио је 1900. године са XXXIII класом питомаца. Као питомац руске државе Булић је био на школовању у Пешадијском училишту.

## Војна каријера
Произведен је за пјешадијског потпоручника 1906. године. У капетана II класе унапређен је 1913, у мајора 1918, у пуковника 1927, а у бригадног генерала 1934. године. Учествовао је у свим ратовима од 1912 – 1918. године. Био је: водник командир чете, командир митраљеског одељења, командант батаљона, помоћник команданта пука, командант пука, командант пјешадијске дивизијске области. У рату је учествовао као командир чете XI пјешадијског пука „Карађорђе“ у Шумадијској дивизији првога позива. Одведен је у заробљеништво 1941. године, а послије рата није наставио војну службу.

## Одликовања
За заслуге у рату Ђорђе Булић је добио сљедећа одликовања:
- Орден Карађорђеве звијезде са мачевима 4. реда
- Двије златне Медаље за храброст
- Грчки Ратни крст

Мирнодопска одликовања:
- Бијели орао 5. реда
- Југословенска круна 4. и 3. реда
- Орден Светог Саве 4. реда

## Делфа Иванић о Ђорђу Булићу
Делфа Иванић га спомиње неколико пута у свом животопису, док је у вријеме рата боравила на Крфу. Пуковник Булић, је тада већ био почео јако старити, био је доста сенилан, али се код њега могло доста ствари одрадити за побољшање живота рањеницима и болесницима. Тада је Булић био командант Драча, иако је био пензионисан. На Крфу је Булић замолио доктора Чубелића из Цриквенице, када се већ тако дивио српској војсци, да им учини једну услугу. Замолио је да прегледају болесну (од тифуса) Делфу и он је пристао. Изгледа да пензионисање, сенилност и старење нису били посљедица многих година живота, јер је тада имао око 30 година, него ратних траума кроз које је пролазио. Брат му је био апотекар у Ћуприји и народни посланик, а Делфи и Ивану је помогао да нађу нови смјештај у Ници.